# 下川みくにのぐるっと東海エコめぐり
中部電力presents 下川みくにのぐるっと東海エコめぐり（ちゅうぶでんりょくプレゼンツ しもかわみくにのぐるっととうかいエコめぐり）は、東海ラジオ放送で放送されていたラジオ番組。
2008年4月5日から2010年4月3日まで放送。

## 放送時間
- 毎週土曜日 12:30 - 13:00 （2008年4月5日 - 2009年3月28日）
- 毎週土曜日 12:15 - 13:00 （2009年4月4日 - 2010年4月3日）

## 概要
エコロジーをテーマとした番組で、中部電力の一社提供。2008年3月24日に放送を終了した『下川みくにの見えちゃうラジオ』に続く、東海ラジオにおける下川みくにのレギュラー番組となった。なお、『見えちゃうラジオ』は夜の時間帯でほぼ毎週生放送だったが、当番組は録音によって放送され、放送枠も土曜日の昼の時間帯に移った。当初放送時間は30分だったが、2009年4月4日放送の回からは45分に拡大した。
コーナーの他、リスナーの周りや街中などのエコ情報や普通のメッセージなどを募集し紹介するなどの構成となっている。
2008年5月10日にはNCAホールで（2008年5月17日放送）、2008年8月には名古屋城祭りでそれぞれ公開録音を行った。
これまでの番組オリジナルグッズにはエコバッグや「マイ箸」などがあった。2008年6月21日には、マイ箸をリスナー間で普及させようという企画「マイ箸完成記念&普及させたい特別企画 早い者勝ちでどぉ〜だぁ〜!」を放送した。また、翌2009年（10月前後）には「ぐるっとマイ箸キャンペーン」として、メールなどを読まれたリスナーに番組から“マイ箸”が贈られていた。
2008年8月11日と2009年8月14日には、名古屋城宵まつりにおいて本番組の公開録音が行われた（2008年は8月16日・13:30〜14:00、2009年は8月23日・14:30〜15:00にそれぞれ放送）。
同じ中部電力提供、東海ラジオ制作による後継番組は『下川みくにのがんばれエコリーマン!』（2017年12月現在は『小島一宏 モーニングッド!』内、2010年4月5日から月曜 - 金曜 7:18 - →2017年10月2日から月曜 - 金曜 7:35 - ）。

## コーナー
- 東海エコめぐり

東海地方各地で行われているエコ活動を、毎週市町村ごとに紹介（県単位での紹介もあった）。毎月最終週は『岳エディション』がタイトルの後ろに付き、倉橋岳がレポーターとして出演。
- 空想リゾートめぐり

世界のリゾート地を、下川の語りと紹介でめぐって行ったコーナー。
- 癒しの部屋 → ぐるっと音めぐり

毎週、当番組が推薦する曲、アーティストを紹介。
- エコわらしべ

下川のCDからスタート、そこから、リスナーから交換して欲しいものを募集し、番組とで物を交換し合っていくというコーナー。2008年4月～2008年9月放送。
- みくにのストレス知らず

2008年5月17日スタート。色々なストレス解消法を紹介。このコーナーは後に「ココロのエコー」コーナーに継承。
- ココロのエコー

リスナーからストレス話などを募集し、番組の方で代わりに発散しようというコーナー。
- ぐるっと旬めぐり

2009年4月11日からスタート。東海地方各地の旬なものを月1回紹介。レポーターはAZUSA。
- 2009年11月頃からは『東海エコめぐり』と、ゲストコーナー（『下川さんの10の質問』）の2コーナーが主な構成となっていた。

## ゲスト
ゲスト出演がある時は、「下川さんの10の質問」などをゲストに振ることがある。
- 奥華子（2008年5月24日）
- 藤田恵美（Le Couple）（2008年6月28日）
- 光岡昌美（2008年8月16日 8月11日名古屋城宵まつり収録）
- 金築卓也（2008年8月30日）
- MASH （2009年2月7日）
- 石野真子（2009年2月21日）
- CHERRYBLOSSOM・MEEKO、MAICO（2009年3月21日）
- KAME&L.N.K（2009年5月16日）
- 城南海（2009年5月30日）
- PANG（2009年6月6日）
- Lfun（2009年6月20日）
- COMA-CHI（2009年7月4日）
- 林田健司（2009年7月18日）
- Lfun、うたまろ、川嶋あい（2008年8月23日 8月14日名古屋城宵まつり収録）
- 佐倉ユキ（2009年9月5日）
- うたまろ（2009年10月3日）
- カルテット（2009年11月7日）
- D-51（2009年11月14日）
- ひまり（2009年11月21日）
- 大石昌良（元・Sound Schedule、2009年11月28日）
- PhilHarmoUniQue（2009年12月12日）
- 勝又（2010年1月9日）
- 藍坊主（2010年1月16日）
- SONOMI（2010年1月30日）
- Mizca（2010年2月6日）
- mihimaru GT（2010年2月20日）